# بیوکانان (میشیگان)
بیوکانان (به انگلیسی: Buchanan) یک شهر در ایالات متحده آمریکا با جمعیت ۴٬۴۵۶ نفر است که در میشیگان واقع شده‌است.

## موقعیت جغرافیایی
موقعیت جغرافیایی شهرها و مناطق اطراف به شرح زیر است: